# Soixante-dix-septième session de l'Assemblée générale des Nations unies
La soixante-dix-septième session de l'Assemblée générale des Nations unies est la session de l'Assemblée générale des Nations unies ouverte le 13 septembre 2022. Le président de l'Assemblée générale des Nations unies est issu du Groupe des États d'Europe orientale.

## Organisation pour la session

### Président
Le 7 juin 2022, le diplomate hongrois Csaba Kőrösi a été élu président de la 77e session de l'Assemblée générale des Nations unies. Kőrösi occupe également le poste de directeur de la durabilité environnementale au Bureau du président de la Hongrie.
Dans sa déclaration, Kőrösi a souligné le rôle des Nations unies dans la résolution du conflit en Ukraine et d'autres conflits armés, et a réaffirmé l'importance du respect des principes de la Charte des Nations unies.

### Vice-présidents
L'Assemblée générale a élu les pays suivants en tant que vice-présidents de la 77e session :
Les cinq membres permanents du Conseil de sécurité des Nations unies :
- Chine
- France
- Russie
- Royaume-Uni
- États-Unis

Ainsi que les nations suivantes :
- Bénin
- Burundi
- Chili
- Israël
- Jamaïque
- Kenya
- Malaisie
- Mauritanie
- Népal
- Niger
- Salvador
- Tadjikistan
- Turkménistan
- Viêt Nam
- Zimbabwe

### Débat général
Chaque membre de l'Assemblée générale aura un représentant qui parlera des questions concernant leur pays et des attentes pour l'année à venir concernant les actions de l'AGNU. C'est une occasion pour les États membres d'exprimer leur opinion sur les questions internationales qui les préoccupent.
L'ordre des orateurs est d'abord accordé aux États membres, puis aux États observateurs et aux organismes supranationaux. Tout autre observateur aura la possibilité de prendre la parole à la fin du débat, s'il le souhaite. Les orateurs seront inscrits sur la liste dans l'ordre de leur demande, en accordant une attention particulière aux ministres et autres responsables gouvernementaux de rang similaire ou supérieur. Selon les règles en vigueur pour le débat général, les déclarations doivent être prononcées dans l'une des langues officielles des Nations unies : arabe, chinois, anglais, français, russe ou espagnol, et elles seront traduites par les traducteurs des Nations unies. Chaque orateur est prié de fournir 350 exemplaires de sa déclaration à l'avance aux officiers de la conférence afin de faciliter la traduction et d'être présentés au pupitre.